# サンチョ6世 (ナバラ王)

サンチョ6世のシール

サンチョ6世（スペイン語：Sancho VI, 1133年頃 - 1194年6月27日）は、ナバラ王国の国王（在位：1150年 - 1194年）。「賢王」（el Sabio）あるいはサンチョ・ガルセス（Sancho Garces）とも呼ばれる。ガルシア6世と王妃マルガリータ（Margarita de l'Aigle）の息子。

## 生涯
1150年に父の後を嗣いで王位に即いた。サンチョ6世は、称号から「パンプローナの」を除いて単に「ナバラ王」を名乗るようになった。1180年にギプスコアの港町サン・セバスティアンにフエロ（特権）を与え、海運・通商を法制化して発展を図った。ナバラはサン・セバスティアンに見られるようにフエロによる都市化が進んだ。
また彼の治世はアラゴン王国やカスティーリャ王国との対立で占められた。1168年にアラゴン王アルフォンソ2世と密約を交わし、バレンシア王兼ムルシア王イブン・マルダニーシュ（通称ローボ王）の領土分割を画策して侵攻したこともあったが、1164年に妻の甥に当たる幼少のカスティーリャ王アルフォンソ8世に狙いをつけ、レオン王フェルナンド2世と結託して東のラ・リオハへ侵入すると、1173年にアラゴン・イングランド王ヘンリー2世の協力を取り付けたアルフォンソ8世に反撃され、同年にカスティーリャが有利になる形で和睦した。
しかし、1190年にカスティーリャに反発したアルフォンソ2世と同盟を結び、翌1191年にポルトガル王サンシュ1世・レオン王アルフォンソ9世を加えた反カスティーリャ同盟を成立させた。また同年、カスティーリャへの対抗から隣接するアキテーヌ公も兼ねていたイングランド王リチャード1世と娘のベレンガリアを結婚させ、リチャード1世からバス＝ナヴァール（現在のフランス領バスク）を与えられた。
サンチョ6世は1194年6月27日にパンプローナで死去し、長子サンチョ7世が王位を嗣いだ。

## 子女
1157年にカスティーリャ王アルフォンソ7世の王女サンチャと結婚し、以下の子女をもうけた。
- サンチョ7世（1154年 - 1234年） - ナバラ王（1194年 - 1234年）
- フェルナンド
- ラミロ（1228年没） - パンプローナ司教
- ベレンガリア（1165年/1170年 - 1230年） - イングランド王リチャード1世妃
- ブランカ（1177年 - 1229年） - シャンパーニュ伯ティボー3世妃、ナバラ王テオバルド1世の母。